# ۷-هیدروکسی آموکساپین
۷-هیدروکسی آموکساپین (به انگلیسی: 7-Hydroxyamoxapine) با فرمول شیمیایی C۱۷H۱۶ClN۳O۲ یک ترکیب شیمیایی با شناسه پاب‌کم ۱۶۲۲۴۲ است. که جرم مولی آن ۳۲۹٫۷۸ g/mol می‌باشد. 